# Arbeitsabstand (Mikroskopie)
Als Arbeitsabstand, englisch free working distance (FWD), bezeichnet man in der Mikroskopie den Abstand zwischen Objekt und äußerer Objektivbegrenzung bei scharfgestelltem Bild.

## Lichtmikroskopie
Bei Lichtmikroskopen ist der Arbeitsabstand eine Eigenschaft des verwendeten Objektivs. Die Berechnung unterscheidet sich je nachdem ob das Objektiv für die Verwendung mit oder ohne Deckglas vorgesehen ist.
Bei Objektiven, die ohne Deckglas verwendet werden, ist der Arbeitsabstand der Abstand zwischen der Schärfeebene und der Frontlinse des Objektivs.
Bei Verwendung eines Deckglases entspricht der Arbeitsabstand dem Abstand des Objektivs zur Oberkante des Deckglases, wenn auf einen Punkt im Präparat direkt an der Unterkante des Deckglases scharf gestellt ist. Dies ist der gleiche Abstand, den die Schärfeebene von der Unterkante des Deckglases hat, wenn die Vorderseite des Objektivs das Deckglas berührt. In beiden Fällen wird vorausgesetzt, dass das Deckglas die richtige Dicke von in der Regel 0,17 mm hat. Die zu verwendende Deckglasdicke ist auf Qualitätsobjektiven angegeben.

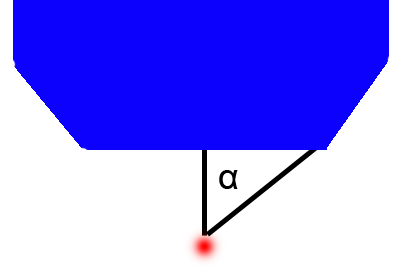
Arbeitsabstand und Öffnungswinkel. Hier dargestellt ist die Front des Objektivs (blau), der halbe Öffnungswinkel α und ein roter Punkt in der Schärfeebene. Je weiter weg die Schärfeebene vom Objektiv liegt, desto kleiner wird der Öffnungswinkel, womit auch die erzielbare Auflösung des Objektivs abnimmt.

Der Arbeitsabstand legt also fest, wie tief in ein Präparat hinein fokussiert werden kann: Die maximale Tiefe wird erreicht, wenn das Objektiv entweder an das Präparat oder an das Deckglas anstößt. In der Regel ist der Arbeitsabstand umso kleiner, je stärker die Vergrößerung ist: Objektive mit höherer Vergrößerung sollen auch eine bessere Auflösung erreichen. Für eine größere Auflösung ist wiederum ein größerer Öffnungswinkel des Objektivs erforderlich, um auch stärker gebeugtes Licht von kleineren Strukturen auffangen zu können. Statt des Öffnungswinkels ist auf Objektiven der Sinus des halben Öffnungswinkels angegeben, die numerische Apertur.
Da Immersions-Objektive häufig eine besonders hohe Auflösung haben, haben sie meist einen kleineren Arbeitsabstand als solche, die ohne Immersion arbeiten (sogenannte Trocken- oder Luftobjektive).
Typische Werte für einfache Objektive (Typ Achromat) sind:
| Vergrößerung | numerische Apertur | Arbeitsabstand in mm        |
| ------------ | ------------------ | --------------------------- |
| 4x           | 0.10               | 30.00                       |
| 10x          | 0.25               | 6.10                        |
| 20x          | 0.40               | 2.10                        |
| 40x          | 0.65               | 0.65                        |
| 60x          | 0.80               | 0.30                        |
| 100x         | 1.25               | 0.18 (Ölimmersionsobjektiv) |

Spezialobjektive bieten einen Arbeitsabstand von mehr als 10 mm bei 50-facher Vergrößerung und einer numerischen Apertur von 0,4–0,5 oder einen Arbeitsabstand von 2 mm bei 20-facher Vergrößerung und einer numerischen Apertur um 1 bei Wasserimmersion.

## Elektronenmikroskopie
Rasterelektronenmikroskope weisen einen großen Arbeitsabstand auf. Bei 10.000-facher Vergrößerung ist er größer als 5 mm. Hingegen hat ein optisch abbildendes Durchstrahlungs-Elektronenmikroskop einen Arbeitsabstand von 0 mm: Hier liegt die Probe im Objektiv.